# Astorre
Astorre  è un nome proprio di persona italiano maschile.

## Varianti
- Maschili: Astore[1], Astor[2]

## Origine e diffusione

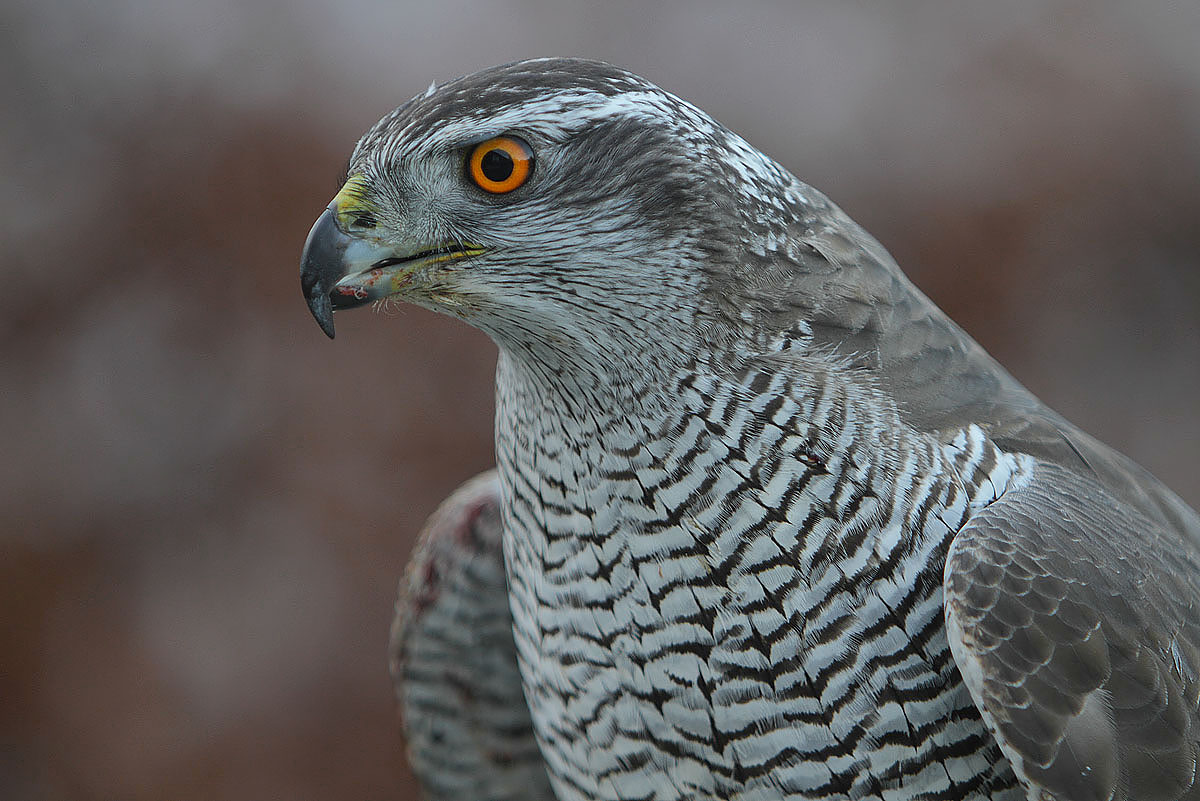
Un astore

Nome ormai caduto in disuso, attestato soprattutto in Italia centrale e settentrionale; riprende un soprannome medievale augurale riferito all'astore, un uccello rapace, e alle sue qualità quali scaltrezza, coraggio e avidità.
Etimologicamente, il termine è di origine occitana, da astor, una forma popolare del latino accipiter ("falco").
La variante Astor sarebbe la forma francese del nome, ma è più probabile che venga usata su ispirazione della famiglia di imprenditori americani, gli Astor.

## Onomastico
Il nome è adespota, non essendovi santi che lo abbiano portato. L'onomastico può essere festeggiato il 1º novembre, per la festa di Ognissanti.

## Persone

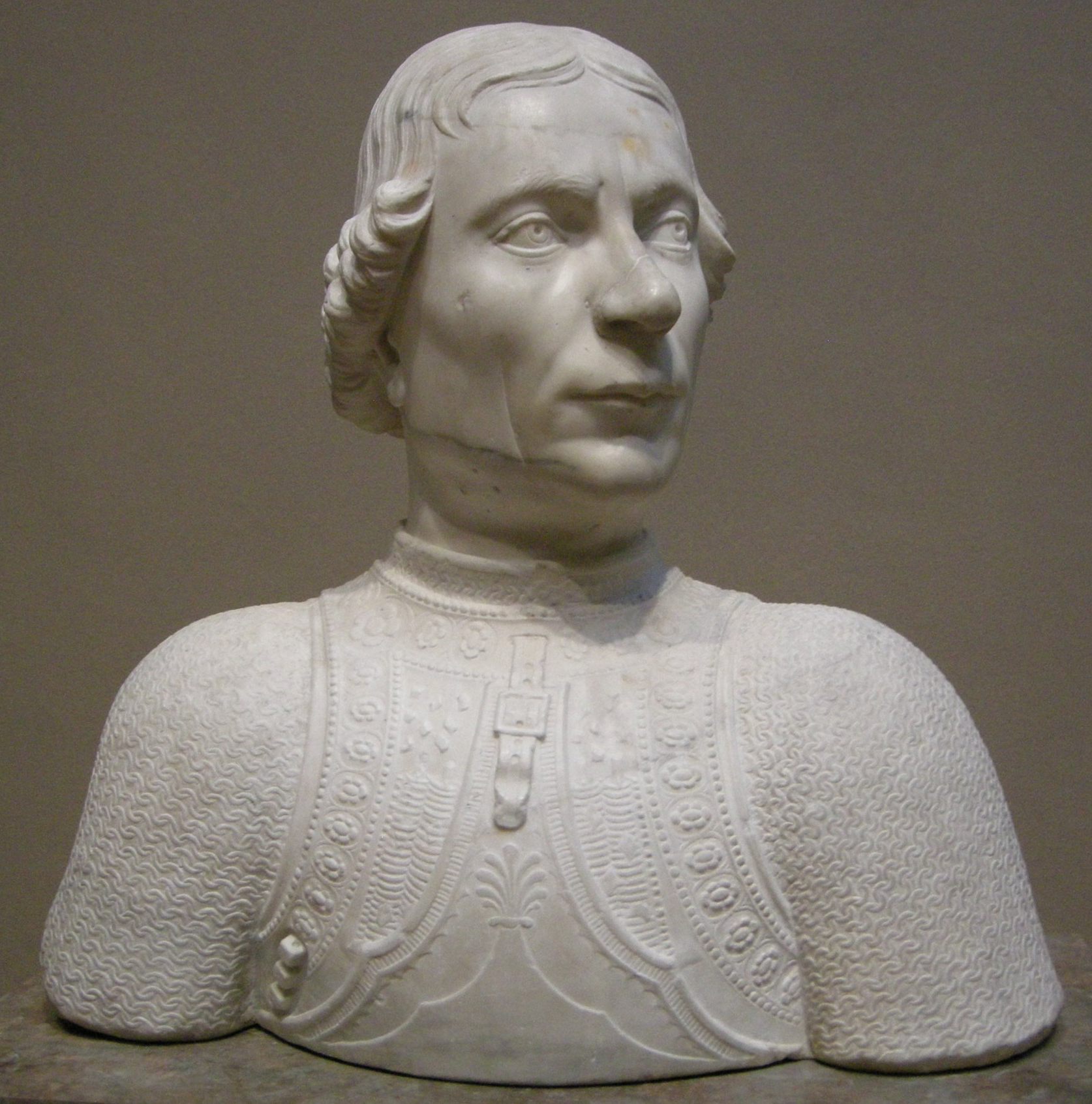
Astorre II Manfredi

- Astorre Baglioni, condottiero italiano
- Astorre II Baglioni, condottiero italiano
- Astorre Cattabrini, calciatore italiano
- Astorre Lupattelli, avvocato italiano
- Astorre I Manfredi, condottiero e capitano di ventura italiano
- Astorre II Manfredi, signore di Imola e Faenza
- Astorre III Manfredi, signore di Faenza

### Varianti
- Astor Piazzolla, musicista, compositore e arrangiatore argentino
- Astore Pittana, trombettista e compositore italiano

## Il nome nelle arti
- Astor è un personaggio del romanzo Anna di Niccolò Ammaniti.